# One-X
One-X —en español:«Una X»— es el segundo álbum de la banda de rock alternativo y metal alternativo canadiense Three Days Grace. Este es su primer disco como cuarteto, a diferencia de su álbum debut que contó con sólo tres miembros. El álbum fue lanzado el 13 de junio de 2006. Trabajaron con el productor Howard Benson para el álbum, una decisión que resultó ser una gran jugada por la banda, el álbum fue un éxito tanto en lo crítico como en lo financiero. Es su primer y único álbum bajo Sony BMG.

## Antecedentes
Antes del lanzamiento del disco, la banda tocó cuatro de las nuevas canciones, incluyendo "Animal I Have Become" y "Never Too Late" en Ottawa en julio de 2005. "Animal I Have Become" fue lanzado como un sencillo y fue puesto al aire antes de que saliera a la venta con One-x.
Adam Gontier escribió varias de las canciones durante la rehabilitación después de su adicción a la oxicodona. "Usualmente todos nosotros nos sentamos como grupo, pasando el rato, trabajando juntos, pero simplemente estaba solo, escribiendo acerca de como me sentía", dijo Adam Gontier en el documental acerca de su experiencia, Behind The Pain.

## Lista de canciones
| N.º | Título                 | Duración |  |
| 1.  | «It's All Over»        | 4:09     |  |
| 2.  | «Pain»                 | 3:23     |  |
| 3.  | «Animal I Have Become» | 3:51     |  |
| 4.  | «Never Too Late»       | 3:29     |  |
| 5.  | «On My Own»            | 3:06     |  |
| 6.  | «Riot»                 | 3:28     |  |
| 7.  | «Get Out Alive»        | 4:22     |  |
| 8.  | «Let It Die»           | 3:09     |  |
| 9.  | «Over and Over»        | 3:12     |  |
| 10. | «Time of Dying»        | 3:08     |  |
| 11. | «Gone Forever»         | 3:41     |  |
| 12. | «One-X»                | 4:46     |  |

| Special Edition |                |          |  |
| N.º             | Título         | Duración |  |
| 13.             | «Running Away» | 4:01     |  |

| iTunes Deluxe Edition |                                        |          |  |
| N.º                   | Título                                 | Duración |  |
| 13.                   | «Wicked Game» (Chris Isaak cover)      | 4:06     |  |
| 14.                   | «Animal I Have Become» (Video musical) | 3:50     |  |
| 15.                   | «Pain» (Video musical)                 | 3:37     |  |
| 16.                   | «Never Too Late» (Video musical)       | 3:30     |  |

## Posicionamiento
Álbum
| Listas (2009)                         | Posición |
| ------------------------------------- | -------- |
| U.S. Billboard 200                    | 5        |
| U.S. Billboard Top Rock Albums        | 2        |
| U.S. Billboard Top Alternative Albums | 15       |
| U.S. Billboard Top Hard Rock Albums   | 5        |
| U.S. Billboard Top Digital Albums     | 5        |
| U.S. Billboard Top Catalog Albums     | 15       |
| Canadian Albums Chart                 | 2        |

Sencillos
| Año  | Sencillo               | Listas                 | Posición |
| ---- | ---------------------- | ---------------------- | -------- |
| 2006 | "Animal I Have Become" | Billboard Hot 100      | 60       |
| 2006 | "Animal I Have Become" | Mainstream Rock Tracks | 1        |
| 2006 | "Animal I Have Become" | Modern Rock Tracks     | 1        |
| 2006 | "Pain"                 | Billboard Hot 100      | 44       |
| 2006 | "Pain"                 | Mainstream Rock Tracks | 1        |
| 2006 | "Pain"                 | Modern Rock Tracks     | 1        |
| 2007 | "Never Too Late"       | Mainstream Rock Tracks | 9        |
| 2007 | "Never Too Late"       | US Modern Rock         | 1        |
| 2007 | "Riot"                 | Mainstream Rock Tracks | 37       |

## Certificaciones
| País           | Organismo certificador | Certificación | Ventas certificadas | Ref.  |
| -------------- | ---------------------- | ------------- | ------------------- | ----- |
| Canadá         | Music Canada           | 3× Platino    | 300,000             | [ 2 ] |
| Estados Unidos | RIAA                   | 3× Platino    | 3,000,000           | [ 3 ] |